# Marigüitar
Marigüitar es la capital del municipio Bolívar, Estado Sucre, Venezuela. Cuenta con una población aproximada de 30 000 habitantes. En 1713, el padre Torres fundó una misión en el valle de Marigüitar, denominada Inmaculada Concepción de Marigüitar.  

## Geografía
Su distribución político-territorial incluye sectores como: Altamira, Buenos Aires, Bella Vista, urbanización Los Cocalitos, San Francisco, urbanización Nueva Marigüitar, barrio Maturincito, barrio Miramar, El Calvario, Pinto Salinas, urbanización Las Palomas, urbanización Las Casitas, urbanización El Campamento y urbanización El Papo.

## Economía
Marigüitar alberga una importante planta de procesamiento de pescado, propiedad de Mavesa, subsidiaria de Empresas Polar, una de las principales compañías procesadoras de alimentos y bebidas de Venezuela. Esta planta constituye la principal fuente de empleo para los habitantes de la zona.

## Transporte
El transporte local se realiza mediante una pequeña flota de autobuses, camiones tipo pick-up y vehículos particulares, que conectan a Marigüitar con las comunidades vecinas y con la capital del Estado Sucre, Cumaná, ubicada a unos 25 km.

## Turismo
Marigüitar es conocida por sus cercanas playas en el Golfo de Cariaco, donde encontramos su hermosa playa de los Cocalitos y otra de ellas es Playa Maigualida donde se encuentra el hotel de mismo nombre, este hotel es visitado a nivel nacional e internacional. La sede de la alcaldía de Bolívar se encuentra en la Calle Sucre.

## Gastronomía
Sardinas Asadas, Cazabe fresco, Arepas peladas y Piladas, Pabellón Oriental, Guisado de pescado (Bagre), enchipiado (arroz guisado con chipichipis).

### Bebidas
Chicha de arroz y Maíz, Carato de Mango, Agua de Coco, Papelón con limón y Guarapos de Caña.

### Dulces
Jaleas de Mangos, Arroz con Coco, Majarete, Turrón (piña y Guayaba), Dulce de Lechozas, Pulpas de tamarindos, Dulce de Mangos.